# گانیزلیک
گانیزلیک (به انگلیسی: Gunnislake) یک روستا در بریتانیا است که در کالستاک واقع شده‌است.